# إلهام زكي
إلهام زكي (عاشت بين 19٣٧ - ٢٠١٠). ممثلة مصرية، رشحها الفنان شكري سرحان للدخول للمجال الفني للمشاركة بدور صغير بفيلم (مملكة النساء) عام 1955، لتشارك بعدها في العديد من الأفلام بأدوار ثانوية، من أبرز أعمالها (سيدة القصر، خالد بن الوليد، حماتى ملاك)، لتتوفي هي وشقيقتها في حادث سيارة عام ٢٠١٠.

## أعمال
| - سامحني:1960 - قاطع طريق:1959 - احترسى من الحب:1959 - حماتي ملاك:1959-(فتحية) - سيدة القصر:1958-(سمر) | - خالد بن الوليد:1958 - حب من نار:1958 - حملة أبرهة هلى بيت الله الحرام:1957 - أنا وقلبي:1957 - صوت من الماضي:1956-(سميرة محمود) | - مملكة النساء:1955 - درب المهابيل:1955-(بائعة اليانصيب) - خالي شغل:1955 - بنت الجيران:1954-(فتحية) |

## وصلات خارجية
- إلهام زكي على موقع الدهليز
- إلهام زكي على موقع قاعدة بيانات الأفلام العربية